# Područje oko Velike Ćulumove pećine
Područje oko Velike Ćulumove pećine este o arie protejată (sit de importanță comunitară — SCI) din Croația întinsă pe o suprafață de 1.209,64 ha, integral pe uscat.

## Localizare
Centrul sitului Područje oko Velike Ćulumove pećine este situat la coordonatele 43°59′24″N 16°22′24″E / 43.990037°N 16.373253°E.

## Înființare
Situl Područje oko Velike Ćulumove pećine a fost declarat sit de importanță comunitară în iulie 2013 pentru a proteja 8 specii de animale.

## Biodiversitate
Situată în ecoregiunile alpină și mediteraneană, aria protejată conține 1 habitat natural: Peșteri inaccesibile publicului.
La baza desemnării sitului se află mai multe specii protejate de  mamifere (8): liliac cu aripi lungi (Miniopterus schreibersii), liliac cu urechi de șoarece (Myotis blythii), liliac cu picioare lungi (Myotis capaccinii), liliac comun (Myotis myotis), liliacul cu potcoavă a lui blasius (Rhinolophus blasii), liliacul mediteranean cu potcoavă (Rhinolophus euryale), liliacul mare cu potcoavă (Rhinolophus ferrumequinum), liliacul mic cu potcoavă (Rhinolophus hipposideros).